# Николас Отаменди
Никола́с Ерна́н Отаме́нди (на испански: Nicolás Hernán Otamendi) е аржентински футболист. Играе на поста централен защитник за португалския Бенфика, както и за аржентинския национален отбор.

## Състезателна кариера
Започва кариерата си във Велес Сарсфийлд, екипа на който защитава три сезона и с който печели Клаусура през 2009 г. През лятото на 2010 г., когато е 22-годишен, преминава в Порто за сумата от 4 милиона евро. С екипа на „драконите“ печели най-големите си успехи, сред които три шампионски титли, една национална купа, както и три суперкупи на страната. Печели и финала от турнира на Лига Европа през 2010–11 срещу Спортинг Брага с 1–0.
Губи финала за Суперкупата на УЕФА през 2011 г. срещу европейския шампион Барселона с 0–2.
През февруари 2014 г. преминава в състава на Валенсия за сумата от 12 милиона евро.
С националния отбор на Аржентина губи финала от турнира на Копа Америка през 2015 г. от отбора на Чили.

## Успехи
Велес Сарсфийлд
- Шампион на Аржентина (1): 2009 Клаусура

 Порто
- Шампион на Португалия (3): 2010–11, 2011–12, 2012–13
- Купа на Португалия (1): 2010–11
- Лига Европа (1): 2010–11
- Суперкупа на Португалия (3): 2011, 2012, 2013
- Суперкупа на УЕФА
  - Финалист (1): 2011
- Купа на Лигата
  - Финалист (1): 2012–13

 Аржентина
- - Копа Америка
- Финалист (1): 2015